# Максимальный тор
Максимальный тор связной вещественной группы Ли {\displaystyle G} — связная компактная коммутативная подгруппа Ли {\displaystyle T} в {\displaystyle G}, не содержащаяся ни в какой большей подгруппе такого типа.

## Свойства
- Как группа Ли, максимальный тор {\displaystyle T} изоморфен прямому произведению нескольких копий «окружности» {\displaystyle S^{1}} (мультипликативной группы всех комплексных чисел, равных по модулю {\displaystyle 1}).
- Всякий максимальный тор группы {\displaystyle G} содержится в максимальной компактной подгруппе группы {\displaystyle G};
- Любые два максимальных тора группы {\displaystyle G} (так же, как и любые две её максимальные компактные подгруппы) сопряжены в {\displaystyle G}.
- Пусть, далее, {\displaystyle G} является компактной группой. 
  - Объединение всех максимальных торов группы {\displaystyle G} совпадает с {\displaystyle G},
  - пересечение всех максимальных торов группы {\displaystyle G} совпадает с центром {\displaystyle G}.
  - Алгебра Ли максимального тора {\displaystyle T} является максимальной коммутативной подалгеброй в алгебре Ли {\displaystyle g} группы {\displaystyle G}. Более того,
    - всякая максимальная коммутативная подалгебра в {\displaystyle g} так получается.

  - Централизатор максимального тора {\displaystyle T} в {\displaystyle G} совпадает с {\displaystyle T}.